# Guizhoaspis subterranea
Guizhoaspis subterranea är en insektsart som beskrevs av Young 1986. Guizhoaspis subterranea ingår i släktet Guizhoaspis och familjen pansarsköldlöss. Inga underarter finns listade i Catalogue of Life.